# Sonora
Sonora é um dos 31 estados do México, o segundo maior do país, localizado no norte do México. Limita-se com os Estados mexicanos de Chihuahua a leste, Sinaloa ao sul e Baja California a noroeste, bem como os Estados Unidos ao norte. Sua principal fonte de renda é a pecuária. A sua capital é Hermosillo. Outras cidades importantes são Ciudad Obregón, Nogales e Agua Prieta. Tem 179 355 km2.
O território é composto por quatro províncias fisiográficas: a Serra Madre Ocidental, as Serras e Vales Paralelos no centro, o deserto de Sonora e a costa do Golfo da Califórnia. Sonora é composto principalmente por desertos e prados semi-áridos, onde apenas nas elevações mais altas há chuva suficiente para sustentar outros tipos de vegetação.
É o lar de oito povos indígenas, incluindo os Maias, os Yaquis e os Seris. Tem sido economicamente importante para a sua agricultura, pecuária (especialmente gado) e mineração desde o período colonial, e para o seu estatuto de Estado fronteiriço desde a invasão do México pelos EUA. Após a venda de La Mesilla, Sonora perdeu mais de um quarto do seu território. Desde o século XX até ao presente, a indústria, o turismo e o agronegócio dominaram a economia, que tem atraído a migração de outras partes do México.